# Радо Пехачек
Радо Пехачек — Руди Смолар (Илирска Бистрица, 5. децембар 1913 — Љубљана, 15. јул 1983) био је учесник Народноослободилачке борбе, генерал-пуковник ЈНА, друштвено-политички радник СР Словеније и народни херој Југославије.

## Биографија
Рођен је 5. децембра 1913. године у Илирској Бистрици. Потиче из службеничке породице. Након Првог светског рата, са породицом се преселио у Логатец, али му убрзо отац умире, те му је детињство било тешко. Током школовања морао се сам издржавати, давајући приватне часове слабијим ђацима. Основну школу завршио је у Логатецу, а гимназију у Љубљани. Након одслужења војног рока у Школи за резервне официре у Горажду, уписао је Правни факултет. Службовао је на разним местима и више пута отпуштан с посла, приликом избора. Био је активан и у „Соколу”, ангажован највише у културно-просветној секцији.
Освободилној фронти придружио се међу првима, 1941. године. Средином 1941. био је члан Окружног одбора ОФ за Нотрањску, потом и за Врхнику. У партизане одлази у касну зиму 1942. године. Био је најпре командир Логашке чете, потом је маја 1942. постао командир Друге чете Четвртог батаљона Нотрањског НОП одреда, да би у јуну 1942. преузео дужност команданта Првог батаљона Доломитског партизанског одреда. До марта 1943. учествује у свим борбама које је Одред водио, истичући се храброшћу. У том периоду имао је задатак да брани ослобођену територију, а са својим батаљоном и да штити руководство Освободилне фронте које је између новембра 1942. и априла 1943. боравило на том терену. У чланство Комунистичке партије Југославије (КПЈ) примљен је августа 1942. године.
У јуну 1943. године Пехачек је постао начелник Прве оперативне зоне, потом начелник Штаба 15. словеначке дивизије у августу 1943, а у септембру и командант 18. словеначке дивизије. У једној од борби са Италијанима је рањен. На месту команданта 18. словеначке дивизије остао је до фебруара 1944. године. За начелника Штаба Седмог словеначког корпуса НОВЈ постављен је августа 1944. Ослобођење Југославије дочекао је у чину пуковника, на месту команданта југословенске базе у Барију.
После рата, остао је у професионалној служби у Југословенској народној армији (ЈНА). У периоду од 1945. до 1951. године налазио се у војно-дипломатској служби ФНРЈ, најпре као шеф мисије у Трсту, потом и у Аустрији и Берлину, с изузетком 1948/'49. када је радио у Другој управи Генералштаба ЈА. По повратку у Београд, завршио је Вишу војну академију ЈНА, 1953. године, и поново отишао у Другу (војно-обавештајну) управу Генералштаба ЈНА, обављајући дужност начелника Управе до 1960. године. Од 1960. до 1966. године био је командант Љубљанског војног подручја, а потом је распоређен у студијско одељење Генералштаба ЈНА, одакле је и пензионисан 1974. године, у чину генерал-пуковника ЈНА.
Биран је за републичког и посланика Савезне скупштине СФРЈ. Био је члан Главног одбора Социјалистичког савеза радног народа Словеније, члан Савета федерације и др.
Уз адмирала Станета Бровета, једини је Словенац који се налазио на месту начелника Друге управе Генералштаба (војне обавештајне службе) Југословенске народне армије.
Преминуо је у Љубљани, 15. јула 1983. године.
Носилац је Партизанске споменице 1941. и више југословенских одликовања, међу којима је и Орден ратне заставе. Орденом народног хероја одликован је 27. новембра 1953. године.